# Fabrizio Pirovano
Fabrizio Pirovano (Biassono, 1 de febrero de 1960 – Monza, 12 de junio de 2016) fue un piloto de motociclismo italiano. Se proclamó campeón del Campeonato Mundial de Supersport en 1998.

## Biografía
Cuando el Campeonato Mundial de Superbikes comenzó en 1988, fue uno de los primeros integrantes. Sería considerado en el campeonato como uno de los favoritos hasta 1993, acabando entre los cinco primeros en cuatro años. Ganó dieza carreras y consiguió más de 37 podios. Curiosamente nunca consiguió una pole. El Nacional italiano de Superbikes lo ganó en cuatro ocasiones.
A mediados de los 90, el Mundial de Superbikes fue más internacional (con entradas de Troy Corser y Carl Fogarty) y Pirovano fue menos compertitivo. En 1995, una segunda plaza en la carrer inaugural de Hockenheim fue su único podio, y abandonó el campeonato a final de temporada. En 1996 compitió en el Campeonato Europeo de Motociclismo, proclamándose campeón en la categoría de 250cc y posteriormente al Campeonato Mundial de Supersport en 1997. Se proclamó campeón en 1998 y acabó entre los diez primeros en las otras cuatro temporadas que compitió. En 2001 acabó un par de veces entre los cinco primeros, y se retiró a finales de temporada. Ganó la Suzuki GSX-R Cup en el Circuito de Misano en junio de 2006. Murió a causa de un tumor incurable el 12 de junio de 2016.

## Resultados de carrera

### Campeonato del Mundo de Motociclismo

#### Carreras por año
(Carreras en negrita indica pole position, carreras en cursiva indica vuelta rápida)
| Año  | Clase | Moto   | 1     | 2     | 3     | 4       | 5     | 6     | 7     | 8     | 9     | 10    | 11    | 12    | 13    | Pts. | Pos. |
| ---- | ----- | ------ | ----- | ----- | ----- | ------- | ----- | ----- | ----- | ----- | ----- | ----- | ----- | ----- | ----- | ---- | ---- |
| 1987 | 250cc | Yamaha | JAP - | ESP - | ALE - | NAC Ret | AUT - | YUG - | NED - | FRA - | GBR - | SUE - | CHE - | RSM - | POR - | 0    | -    |

### Campeonato Mundial de Superbikes

#### Carreras por año[8]
| Año  | Moto   | 1      | 1       | 2       | 2     | 3       | 3     | 4       | 4      | 5       | 5       | 6       | 6       | 7       | 7       | 8       | 8      | 9       | 9       | 10      | 10      | 11     | 11    | 12      | 12     | 13      | 13    | Pts. | Pos. |
| Año  | Moto   | R1     | R2      | R1      | R2    | R1      | R2    | R1      | R2     | R1      | R2      | R1      | R2      | R1      | R2      | R1      | R2     | R1      | R2      | R1      | R2      | R1     | R2    | R1      | R2     | R1      | R2    | Pts. | Pos. |
| ---- | ------ | ------ | ------- | ------- | ----- | ------- | ----- | ------- | ------ | ------- | ------- | ------- | ------- | ------- | ------- | ------- | ------ | ------- | ------- | ------- | ------- | ------ | ----- | ------- | ------ | ------- | ----- | ---- | ---- |
| 1988 | Yamaha | GBR 8  | GBR 4   | HUN 5   | HUN 6 | GER 11  | GER 8 | AUT 2   | AUT 7  | JPN Ret | JPN 10  | FRA 1   | FRA C   | POR 6   | POR 6   | AUS 6   | AUS 7  | NZL 2   | NZL 13  |         |         |        |       |         |        |         |       | 93.5 | 2.º  |
| 1989 | Yamaha | GBR 1  | GBR 18  | HUN 3   | HUN 2 | CAN 6   | CAN 5 | USA 2   | USA 4  | AUT 5   | AUT 2   | FRA Ret | FRA Ret | JPN 7   | JPN Ret | GER 4   | GER 6  | ITA 3   | ITA 4   | AUS 3   | AUS Ret | NZL    | NZL   |         |        |         |       | 208  | 4.º  |
| 1990 | Yamaha | SPA 6  | SPA 8   | GBR 5   | GBR 5 | HUN 3   | HUN 8 | GER 8   | GER 5  | CAN 3   | CAN 5   | USA 8   | USA 6   | AUT 1   | AUT 3   | JPN 4   | JPN 4  | FRA Ret | FRA 2   | ITA 1   | ITA 1   | MAL 1  | MAL 1 | AUS 2   | AUS 5  | NZL Ret | NZL 4 | 337  | 2.º  |
| 1991 | Yamaha | GBR 3  | GBR 8   | SPA 5   | SPA 5 | CAN     | CAN   | USA 5   | USA 6  | AUT Ret | AUT 5   | SMR 5   | SMR 4   | SWE 3   | SWE Ret | JPN 7   | JPN 7  | MAL 2   | MAL 3   | GER Ret | GER 7   | FRA 31 | FRA 6 | ITA Ret | ITA 6  | AUS     | AUS   | 195  | 5.º  |
| 1992 | Yamaha | SPA 3  | SPA 4   | GBR 2   | GBR 5 | GER Ret | GER 6 | BEL Ret | BEL 3  | SPA Ret | SPA 3   | AUT 4   | AUT 6   | ITA 5   | ITA Ret | MAL 2   | MAL 6  | JPN 3   | JPN 3   | NED 9   | NED 8   | ITA 1  | ITA 1 | AUS 12  | AUS 6  | NZL 5   | NZL 5 | 278  | 5.º  |
| 1993 | Yamaha | IRL 17 | IRL 3   | GER 2   | GER 5 | SPA 4   | SPA 7 | SMR 3   | SMR 11 | AUT Ret | AUT 18  | CZE 4   | CZE 4   | SWE 3   | SWE 4   | MAL 3   | MAL 3  | JPN 7   | JPN 5   | NED Ret | NED 4   | ITA 3  | ITA 3 | GBR 4   | GBR 6  | POR 1   | POR 3 | 290  | 4.º  |
| 1994 | Ducati | GBR 3  | GBR Ret | GER Ret | GER 2 | ITA Ret | ITA 6 | SPA Ret | SPA 11 | AUT 8   | AUT Ret | INA 16  | INA Ret | JPN 2   | JPN Ret | NED Ret | NED 11 | SMR 5   | SMR 5   | EUR Ret | EUR 12  | AUS 22 | AUS 8 |         |        |         |       | 111  | 9.º  |
| 1995 | Ducati | GER 2  | GER 13  | SMR 5   | SMR 6 | GBR 11  | GBR 5 | ITA 8   | ITA 8  | SPA 6   | SPA 4   | AUT 8   | AUT 5   | USA Ret | USA 8   | EUR 7   | EUR 7  | JPN 13  | JPN DNS | NED 10  | NED Ret | INA 5  | INA 6 | AUS Ret | AUS 12 |         |       | 178  | 7.º  |

### Campeonato Mundial de Supersport

#### Carreras por año
| Año  | Moto   | 1       | 2       | 3      | 4       | 5     | 6       | 7       | 8       | 9       | 10      | 11      | Pts. | Pos. |
| ---- | ------ | ------- | ------- | ------ | ------- | ----- | ------- | ------- | ------- | ------- | ------- | ------- | ---- | ---- |
| 1997 | Ducati | SMR Ret | GBR Ret | GER 11 | ITA 1   | EUR 6 | AUT 2   | NED Ret | GER Ret | SPA 5   | JPN 3   | INA Ret | 87   | 8.º  |
| 1998 | Suzuki | GBR 6   | ITA 1   | SPA 1  | GER Ret | SMR 1 | RSA 3   | USA Ret | EUR 1   | AUT 1   | NED 2   |         | 171  | 1.º  |
| 1999 | Suzuki | RSA Ret | GBR Ret | SPA 5  | ITA 5   | GER 2 | SMR 4   | USA 5   | EUR 8   | AUT Ret | NED     | GER 6   | 84   | 7.º  |
| 2000 | Suzuki | AUS 9   | JPN 7   | GBR    | ITA Ret | GER 8 | SMR 5   | SPA 4   | EUR 11  | NED Ret | GER Ret | GBR 8   | 61   | 9.º  |
| 2001 | Suzuki | SPA 9   | AUS Ret | JPN 7  | ITA 8   | GBR 9 | GER Ret | SMR Ret | EUR 5   | GER 7   | NED 5   | ITA 11  | 67   | 10.º |